# Циперешть
Циперешть, Циперешті (рум. Țipărești) — село у повіті Прахова в Румунії. Входить до складу комуни Кокорештій-Міслій.
Село розташоване на відстані 73 км на північ від Бухареста, 17 км на північ від Плоєшті, 68 км на південний схід від Брашова.

## Населення
За даними перепису населення 2002 року у селі проживали 497 осіб, усі — румуни. Усі жителі села рідною мовою назвали румунську.